# Lassie (rijst)
Lassie is een Nederlands merk voor voornamelijk rijstproducten, onderdeel van het Spaanse voedingsconcern Ebro Foods. De fabriek staat te Wormer in Noord-Holland. Onder de naam Lassie wordt rijst, vluggort en couscous op de markt gebracht.
Lassie is marktleider in Nederland op het gebied van rijst met een marktaandeel van 30,1% (2009). Het bedrijf was in 2009 goed voor 8% van alle rijstverkopen binnen Grupo SOS.

## Geschiedenis
In 1954 introduceerde de al sinds 1894 in Wormer gevestigde  Koninklijke stoomrijstpellerij Mercurius rijst onder de merknaam Lassie op de Nederlandse markt. In 1959 kwam het bedrijf met snelkookrijst onder de naam Lassie Toverrijst. De primeur voor snelkookrijst had Honig met het merk Momento. Deze rijst werd echter binnen enkele jaren door Lassie van de markt gedrukt.
De rijstpellerij werd later verkocht aan Douwe Egberts, dat op haar beurt een onderdeel was van de Amerikaanse Sara Lee Corporation. De meer dan honderd jaar oude gebouwen waar nog steeds de productie plaatsvindt zijn geheel gerestaureerd. Eind 2005 verkocht Sara Lee het merk Lassie en de bijbehorende fabriek in Wormer aan het Spaanse Grupo SOS.
In 2011 is het merk Lassie en de fabriek doorverkocht aan het Spaanse Ebro Foods.
De merknaam Lassie wordt uitsluitend in Nederland gebruikt. De naam is gekozen in 1954 om een internationale ingang te hebben, omdat het 'meisje' betekent in het Keltisch. In het buitenland is de naam door het boek "Lassie come home" uit 1943 en de daarnaar gemaakte films echter onbruikbaar.